# ハテナ?の大冒険
『ハテナ?の大冒険』（ハテナ?のだいぼうけん）は、カプコンが発売したクイズゲームである。
もともとはアーケード用に製作されたゲームだが、後に異なる内容でゲームボーイ用ソフトが製作された。

## アドベンチャークイズ2 ハテナ?の大冒険
『アドベンチャークイズ2 ハテナ?の大冒険』は、1990年3月にカプコンがリリースしたアーケード用のクイズゲームである。『アドベンチャークイズ カプコンワールド』に続く、カプコンのアーケード用クイズゲーム第2弾であり、基本的なシステムは変わっていない。少年「ハテナ」が「天下一問答会」に出場するために、都を目指すというのが基本ストーリーとなる。クイズ・ジャンルは前作の14ジャンルから20ジャンルに増え、「ゲームクイズ」というジャンルも盛り込まれている。各ステージのボスキャラクターは、前作とは異なりオリジナルのキャラクターが用意されており、さらに中ボスも新たに設定された。また、敵キャラクターには同社のアクションゲーム『仮面の忍者 花丸』（1990年）のキャラクターがゲスト出演している。

### 概要
カードをめくって出た数の分だけ、すごろく式のマップを進んでいき、マスに止まるたびにクイズを出題されるという流れでゲームは進行する（最終ステージのみマップはなく、敵との連続クイズ対決になる）。クイズでは出題ごとに正解数ノルマ（3 - 8問）が定められ、10問目が終わるまでにそのノルマを達成しなければならない。また、誤答すると「お手つき」がマイナスされ、手持ちのお手つきがなくなるか10問終了してもノルマクリアできなかった場合にはゲームオーバーとなる。
カードの中にはときどき「ラッキーカード」が混じっており、引き当てればお助けアイテムがもらえる。また、マークの入ったマスに止まると、タイマースロー・2択などの効果がある。
すごろくは基本的に一本道だが、各ステージに1箇所ずつ「分かれ道」が用意してあり、「ベーシックコース」と「なぞなぞコース」を選ぶことができる。「なぞなぞコース」の方が近道だが、途中に中ボスのマスが用意されており、ここで一旦停止して中ボスを倒さないと先に進めない。中ボスはなぞなぞ対決を持ちかけてくる（なぞなぞを拒否することもできるが、その場合はジャンルセレクトによるクイズ対決となる）。また、各ステージの最後にはボスが待ち構えており、これもジャンルセレクトによるクイズ対決となる。

### 移植版
| No. | タイトル                                              | 発売日        | 対応機種                | 開発元           | 発売元         | メディア                                                 | 型式    | 備考 |
| --- | ----------------------------------------------------- | ------------- | ----------------------- | ---------------- | -------------- | -------------------------------------------------------- | ------- | ---- |
| 1   | ハテナ?の大冒険                                       | 1992年5月22日 | PC-9801                 | カプコン         | システムソフト | 5インチフロッピーディスク 3.5インチ2HDフロッピーディスク | -       |      |
| 2   | アドベンチャークイズ カプコンワールド ハテナ?の大冒険 | 1992年6月19日 | PCエンジンSUPER CD-ROM2 | アルファシステム | ハドソン       | CD-ROM                                                   | HCD2028 |      |

PC-9801版
『ハテナ?の大冒険』というタイトルでPC-9801用に移植されている。1992年5月22日、システムソフトから発売された。ひたすらクイズに挑戦する「チャレンジモード」が追加されているなど、アレンジが加えられている。また、画面周りやタイムボーナスの計算など随所に差異がある。
PCエンジン版
『アドベンチャークイズ カプコンワールド ハテナ?の大冒険』というタイトルでPCエンジン用に移植され、1992年6月19日、PCエンジンSUPER CD-ROM2用ソフトとしてハドソンから発売された。CD-ROMメディアの特性を活かして『アドベンチャークイズ カプコンワールド』との2作同時収録のカップリング移植。アーケード版と比較すると下記のような細かい差異があるものの基本的には忠実な移植となっている。
なお、本作のタイトルの正しい読みは「ハテナはてなのだいぼうけん」なのだが、PCエンジン版のパッケージに表記のタイトルや、発売時に流れたハドソン提供のテレビCMでは「ハテナの大冒険」と表記・呼称されていた。
アーケード版と異なる箇所
- 家庭用のためクレジット（コンティニューの回数）が有限
- アーケード基板とPCエンジンとの解像度の差異に合わせて若干デザインを調整など

※問題表示画面のカラーやデザインはステージ事に複数あったものが、全ステージのカラーとデザインがステージ1のものに統一されている
- アーケード基板とPCエンジンとの解像度の差異に合わせての若干のデザイン調整
- テキストの表示はスーパーCD-ROM2のシステムフォントを使用
- CD-ROMタイトルだがBGMはオープニングデモとエンディング以外はPCエンジンの内蔵音源で演奏
- 発売時期に合わせたクイズ問題の内容調整と問題数の追加

### スタッフ
アーケード版
- キャラクター・デザイナー：さくらいまさお、木佐貫久司、木嶋美紀、鵜飼敏、小林美保、Y.KATAYAMA
- プログラマー：やまのうちかずまさ、山脇和男、N.KOJIMA
- 音楽：坂口由洋、後藤真奈美、民谷淳子、G.MORITA、下村陽子、高岡宏光
- プランナー：C.KANEMITSU

PCエンジン版
- オリジナル・プログラム：NOGUCHI（やまのうちかずまさ）、MACCHAN、JOYNNER、DOME（新留義博）、MEIJIN、HAC、CHERRY
- プログラム：佐々木哲也、宮崎和久
- ツール作成：山本耕司
- オリジナル・グラフィック：SAKUSAN（さくらいまさお）、KIX（鵜飼敏）
- グラフィック・チーフ：梅田健志
- グラフィック：嶽本あゆみ、久富公志、國分政昭、池松誠
- グラフィック・プロデューサー：野中和彦
- 作曲：ALPH LYLA、T's MUSIC
- サウンド：黒岩啓治、森永由美子、安田拓也
- S.E.：安田拓也
- デバッグ・協力：佐々木みか、佐橋秀樹、田中和恵、芳賀孝宏、杉本悟、蝦名寿昌
- スペシャル・サンクス：KONG-SAN、KEISUKE.K
- 制作進行：梶野竜太郎、宮本徳人
- オリジナル・プランナー：KIN-CHAN（C.KANEMITSU）
- コーディネーター：澤口岳志
- プロデューサー：木本旬
- 制作協力：ALFA SYSTEM
- 著作制作：HUDSON SOFT、CAPCOM

### 評価
アーケード版
ゲーム誌『ゲーメスト』（新声社）誌上で行われていた「第4回ゲーメスト大賞」（1990年度）において、読者投票により年間ヒットゲームで24位を獲得した。
1991年に刊行されたゲーメストムック『ザ・ベストゲーム』内の「ビデオゲームフルリスト」の紹介文では、「カプコンワールドの続編。新たに加わった『ゲーム』のジャンルがゲームフリークから注目された。ワールドほどではないが着実にヒット」と評されている。
PCエンジン版
ゲーム誌『ファミコン通信』の「クロスレビュー」では合計26点、『月刊PCエンジン』では80・80・80・80・75の平均79点（満100点）、『マル勝PCエンジン』では7・8・7・7の合計29点（満40点）、『PC Engine FAN』の読者投票による「ゲーム通信簿」での評価は以下の通り21.42点（満30点）となっている。また、この得点はPCエンジン全ソフトの中で207位（485本中、1993年時点）となっている。
| 項目 | キャラクタ | 音楽 | 操作性 | 熱中度 | お買得度 | オリジナリティ | 総合  |
| 得点 | 3.77       | 3.56 | 3.50   | 3.62   | 3.69     | 3.29           | 21.42 |

## カプコンクイズ ハテナ?の大冒険
『カプコンクイズ ハテナ?の大冒険』は、1990年12月21日にカプコンが発売したゲームボーイ用のクイズゲームである。本作がゲームボーイ初のクイズゲームとなった。
カプコンのゲーム『1943 ミッドウェイ海戦』『ファイナルファイト』『ストライダー飛竜』『仮面の忍者 花丸』『ロックマン』『魔界村』をモチーフにした6つのワールドをクリアし、その先にいる「クイズマスター」を倒すのがゲームの目的である。

### 概要
基本的にはすごろく式のシステムだが、サイコロの代わりに数字の書かれたボールを使用する。手持ちのボールの中から好きなボールを選び、続けて出題されるクイズ（1問）に正解すると、ボールに書かれた数字の分だけマス目を進むことができる、という流れでゲームは進行する。クイズに間違えるとライフがマイナスされ、なくなるとゲームオーバーになる。アーケード版と異なり、ジャンルセレクトができる機会は存在しないが、ボールを選ぶ時点で次の問題の出題ジャンルを見ることができる。
それぞれのワールドはRPGのマップのような方眼紙状のマス目で構成されている。特殊なマスに止まると、ライフ回復・2択などの効果が得られたり、アイテムがもらえたりする。また、中ボス・ボスのマスでは、ワールドのモチーフになったゲームに関連するキャラクターが登場し、それぞれ自分の得意なジャンルの問題を出題してくる。ボス戦ではアイテムを持っていると自動的に使用され、種類によって攻撃力2倍・ダメージ半減などの効果を受けることができる。ボスを倒すとワールドクリアとなる。

### 対戦モード
このゲームには、通信ケーブルを使った対戦モードも用意されている。対戦モードは、クイズに先に正解したほうがマップを進むことができるというルールのもとで、相手より早くボスを倒すことを競う内容となっている。

### 評価
ゲーム誌『ファミコン通信』の「クロスレビュー」では合計24点、『ファミリーコンピュータMagazine』の読者投票による「ゲーム通信簿」での評価は以下の通り21.06点（満30点）となっている。また、同雑誌1991年5月24日号特別付録の「ゲームボーイ オールカタログ」では「クイズのジャンルは、文学、歴史にマンガからアニメまで非常に幅広く、問題数もかなり多い」と紹介されている。
| 項目 | キャラクタ | 音楽 | 操作性 | 熱中度 | お買得度 | オリジナリティ | 総合  |
| 得点 | 3.44       | 3.38 | 3.54   | 3.56   | 3.49     | 3.65           | 21.06 |